# Amblyglyphidodon orbicularis
Amblyglyphidodon orbicularis là một loài cá biển thuộc chi Amblyglyphidodon trong họ Cá thia. Loài này được mô tả lần đầu tiên vào năm 1853.

## Từ nguyên
Tính từ định danh của loài trong tiếng Latinh có nghĩa là "có hình tròn", hàm ý đề cập đến hình dạng cơ thể của chúng.

## Phân loại học
Quần thể của Amblyglyphidodon leucogaster trước đây được cho là trải dài từ Biển Đỏ đến quần đảo Samoa với nhiều biến thể kiểu màu tùy theo khu vực địa lý. Tuy nhiên, các nghiên cứu chỉ ra rằng, quần thể này là một phức hợp bao gồm 4 loài:
- A. leucogaster thực sự chỉ giới hạn ở rìa đông của Ấn Độ Dương và một phần Tây Thái Bình Dương.
- Amblyglyphidodon indicus tại Biển Đỏ và hầu hết Ấn Độ Dương.
- Amblyglyphidodon melanopterus tại Tonga.
- A. orbicularis tại Samoa, Fiji và Nouvelle-Calédonie.

## Phạm vi phân bố và môi trường sống
A. orbicularis chỉ được ghi nhận tại quần đảo Samoa, Fiji, Nouvelle-Calédonie, sau đó là Tonga. A. orbicularis sống gần những rạn san hô ở độ sâu đến ít nhất là 30 m.

## Mô tả
A. orbicularis có chiều dài cơ thể tối đa được biết đến là 8,3 cm. Cơ thể A. orbicularis ánh màu bạc, vùng bụng màu vàng tươi. Màu vàng lan rộng sang cả vây hậu môn và vây bụng, hơi phớt vàng ở cuống đuôi. Vây lưng màu xám không có viền đen như A. leucogaster. Vây đuôi có các tia màu trắng, màng vây trong suốt; rìa trên và dưới của vây đuôi có màu đen. Gốc vây ngực có một đốm đen rất nhỏ.
Số gai ở vây lưng: 13; Số tia vây ở vây lưng: 12–13; Số gai ở vây hậu môn: 2; Số tia vây ở vây hậu môn: 12–14; Số tia vây ở vây ngực: 17; Số vảy đường bên: 14–17; Số lược mang: 28–31.

## Sinh thái học
Cũng như những loài Amblyglyphidodon khác, A. orbicularis đực có nhiệm vụ bảo vệ và chăm sóc những quả trứng. Trứng có độ dính và bám chặt vào nền tổ (như san hô).